# Testimoni (màrqueting)
En promoció i publicitat, un testimoni, testimoniatge o "testimonial" (en anglès) consisteix en una declaració escrita o oral d'una persona que exalta la virtut d'un producte. El terme "testimoni" s'aplica més comunament als llançaments de vendes atribuïts a ciutadans comuns, mentre que la paraula "promoció" (més conegut amb el terme anglès endorsement) normalment s'aplica als llançaments per part de celebritats. Els testimonis poden formar part del màrqueting de xarxes socials. De vegades, un personatge de dibuixos animats també pot ser un testimoni en un anunci.

## Promocions de celebritats

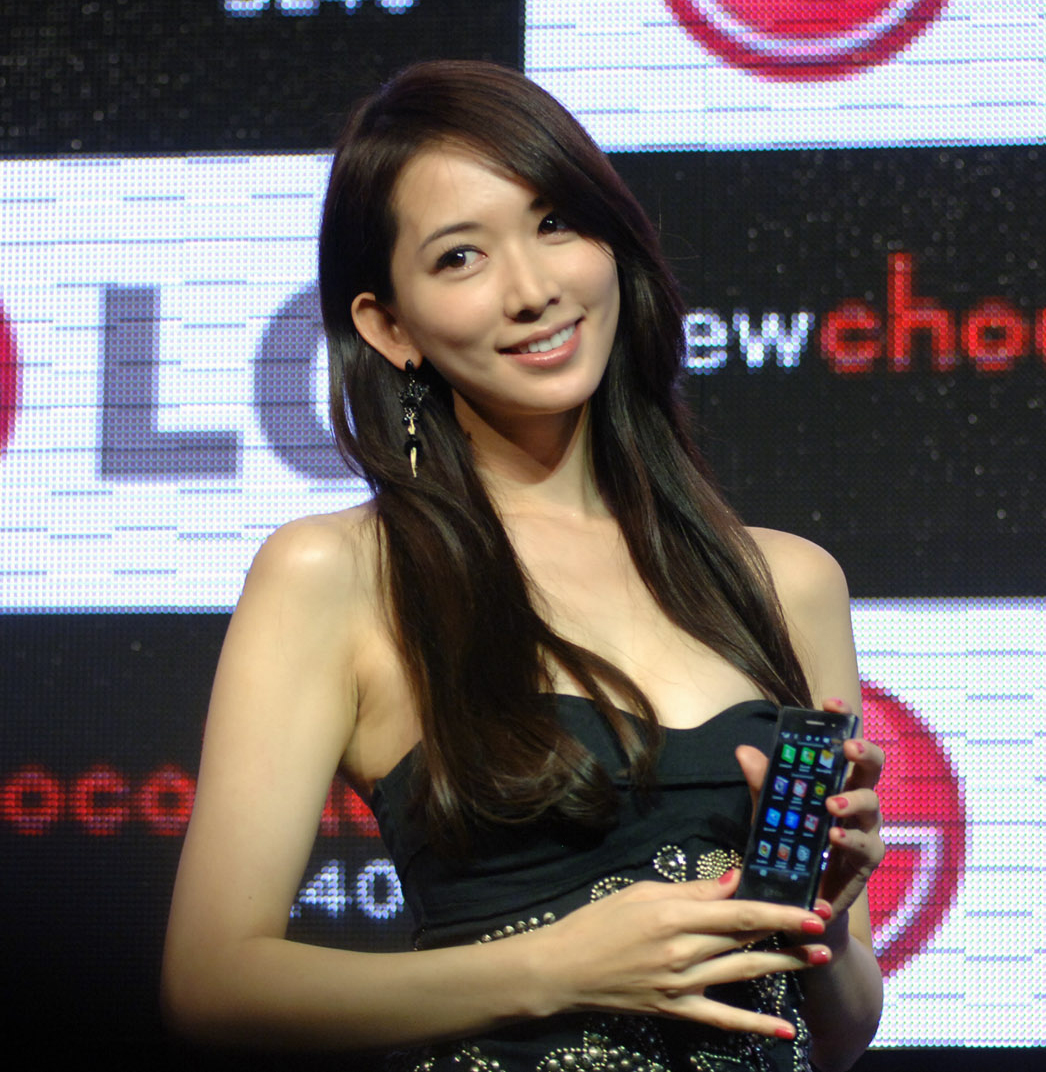
Actriu i model Lin Chi-ling a l'esdeveniment de llançament del LG New Chocolate Phone per al BL40, 2009, a Hong Kong

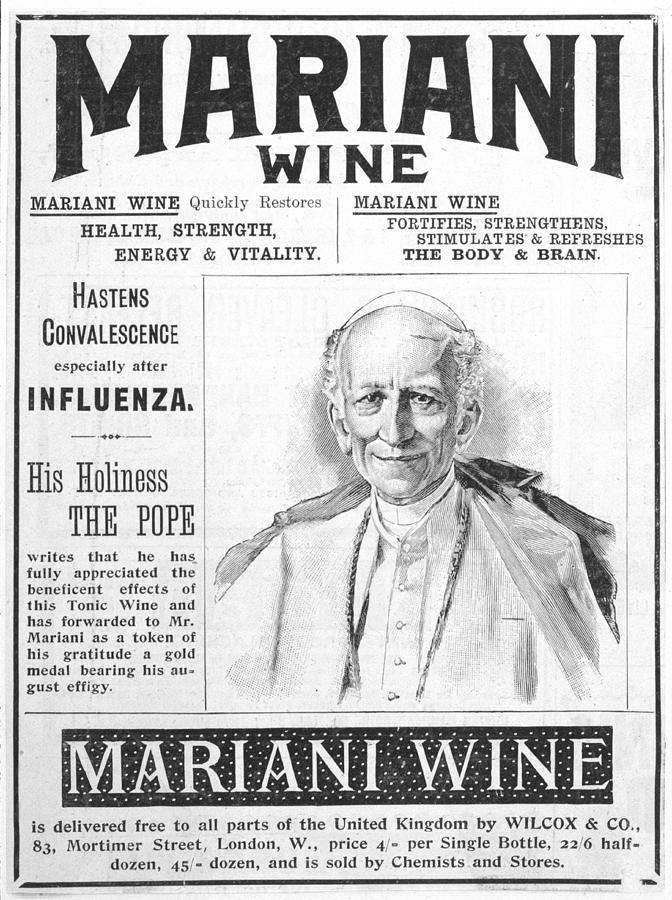
El papa Lleó XIII avala "Mariani Wine", un medicament patentat que conté cocaïna

Els anunciants han intentat quantificar i qualificar l'ús de celebritats en les seves campanyes de màrqueting avaluant la consciència generada, l'atractiu i la rellevància per a la imatge d'una marca i la influència de la celebritat en el comportament de compra dels consumidors.
Xarxes socials com Twitter ha esdevingut cada vegada més popular perquè les celebritats recolzin les marques i intentin influir en el comportament de compra. Segons un estudi de Zenith, la despesa en publicitat en xarxes socials va ser de 29.000 milions de dòlars el 2016 i s'espera que pugi a 50.000 milions de dòlars el 2019, i els testimonis poden augmentar les vendes fins a un 30% segons alguns estudis. Les empreses de publicitat i màrqueting patrocinen les celebritats per fer tuits i influir en milers (de vegades milions) dels seus seguidors per comprar productes de marca. Per exemple, personatges com George Clooney, Jesús Vázquez, Matías Prats, Karra Elejalde o Jesús Calleja són cinc de les celebritats més associades a productes prou coneguts.
Les promocions de celebritats han demostrat ser un gran èxit a la Xina, on el consumisme creixent converteix la compra d'un producte recomanat en un símbol d'estatus. L'1 d'agost de 2007 es van aprovar lleis que prohibien als professionals de la salut i personatges públics com ara estrelles de cinema o cantants pop aparèixer en anuncis de medicaments o suplements nutricionals. Un portaveu estatal va afirmar: "És més probable que una celebritat que aparegui a la publicitat de medicaments enganyi els consumidors, per tant, l'estat ha de considerar controlar els anuncis mèdics i enfortir la gestió de les celebritats nacionals que apareixen als anuncis mèdics".

## Testimonis de clients
Els testimonis de clients que no són famosos s'han utilitzat de manera molt efectiva en màrqueting des de fa temps. Un client anterior o actual presentarà un testimoni més formal de "boca-orella" que una empresa pot utilitzar en màrqueting per generar confiança amb els futurs clients. Els testimonis són increïblement eficaços quan es creu que són certs, però un desafiament és fer que el públic cregui que els testimonis presentats per una empresa els donen persones reals, no els fabrica la mateixa empresa. Tot i això, la majoria dels experts en màrqueting consideren que els testimonis, ressenyes i estudis de casos són el mitjà més eficaç de comercialització i de guanyar confiança en la marca per a les petites i mitjanes empreses.
Els testimonis han assolit la màxima importància històrica, ja que Internet és ara plena de ressenyes (sinònim de testimonis). Llocs web com Yelp, Google Maps, TripAdvisor i molts altres s'han convertit en llocs web on hi van persones que busquen ressenyes i testimonis d'altres clients sobre una empresa concreta.
Instagram ha estat especialment útil per distribuir testimonis sobre productes i llocs. Es fa mitjançant la funció d'etiquetatge que enllaça directament amb la marca original o la ubicació concreta en què es va fer la foto. A més, la descripció de les imatges també s'utilitza per escriure la ressenya o frases que complementen el producte o el lloc. Els usuaris amb un gran nombre de seguidors solen ser objecte de sol·licituds d'acord de promoció amb l'objectiu de crear aquestes publicacions testimonials, on a canvi, l'usuari rep comissió per «publicitat» del lloc o del producte. Tanmateix, només es pot anomenar com acord de promoció quan l'empresa o l'etiqueta es posi en contacte directament amb l'usuari per crear aquest missatge de testimoni i l'usuari rebi una comissió. Això s'ha convertint en una tendència arreu del món, especialment entre els usuaris amb almenys mil seguidors, on alguns ara són coneguts per publicar imatges amb finalitats publicitàries, i s'han establert de forma prou transparència la manera com es calculen les retribucions.
L'inconvenient d'una importància tan explosiva en aquest camp és la quantitat massiva de fraus en forma de comentaris falsos o brossa, testimonis que no són autèntics. Sovint, el propietari d'una empresa obre diverses adreces de correu electrònic i, a continuació, el Yelp corresponent amb comptes que escriuen multitud de testimonis aparentment de molts clients d'aquest negoci. De la mateixa manera, el mateix propietari també pot escriure comentaris negatius sobre competidors. A partir d'un article del New York Times sobre el mateix tema, "En un altre fòrum, Digital Point, un usuari escrivia: "Pagaré els comentaris positius a TripAdvisor". Una publicació del Craigslist proposava això: "Si teniu un compte de Yelp actiu i voleu guanyar diners molt fàcils, responeu." Hi ha desenes de milers d'anuncis a tota la xarxa de persones que us demanen que escriviu comentaris falsos sobre el seu negoci i de persones que s'ofereixen a fer el mateix."
També hi ha hagut denúncies segons les quals els mateixos llocs de ressenyes estan preparats per manipular-les a canvi que les empreses comprin subscripcions publicitàries, amb una de les quals per exemple es va presentar una acció col·lectiva contra Yelp al febrer de 2010.

## Recerca
La investigació de Martin, Wentzel i Tomczak (2008) va trobar que l'eficàcia dels testimonis depèn del grau en què els consumidors es vegin influïts per la pressió normativa i de la qualitat de les característiques del producte. Els resultats van mostrar que les persones influïdes per la pressió social posen un èmfasi més gran en el testimoni que en la informació dels atributs. En canvi, les persones que ignoren les opinions dels altres estan més influïdes per la informació dels atributs.

## Legalitat
La Comissió Federal de Comerç dels EUA (FTC) va trobar que a les empreses estatunidenques un nombre alarmant de testimonis eren de fet ficticis i enganyosos. El desembre de 2009, van introduir un nou conjunt de normes que regulen els testimonis. En essència, ara és il·legal utilitzar testimonis que "... enganyin els consumidors i afectin el seu comportament o les seves decisions sobre el producte o servei". Tot i això, malgrat les noves normatives, els consumidors en línia solen veure els testimonis amb un alt grau d'escepticisme. Algunes empreses del sector privat han començat a oferir serveis de verificació de testimonis per ajudar els consumidors a verificar l'autenticitat dels testimonis mostrats.